# Happō, Akita
Happō (八峰町 Happō-chō) là thị trấn thuộc huyện Yamamoto, tỉnh Akita, Nhật Bản. Tính đến ngày 1 tháng 10 năm 2020, dân số ước tính thị trấn là 6.577 người và mật độ dân số là 28 người/km2. Tổng diện tích thị trấn là 234,1 km2.

## Địa lý

### Đô thị lân cận
- Akita
  - Noshiro
  - Fujisato
- Aomori
  - Ajigasawa
  - Fukaura

### Khí hậu
| Dữ liệu khí hậu của Hachimori, Happō     | Dữ liệu khí hậu của Hachimori, Happō | Dữ liệu khí hậu của Hachimori, Happō | Dữ liệu khí hậu của Hachimori, Happō | Dữ liệu khí hậu của Hachimori, Happō | Dữ liệu khí hậu của Hachimori, Happō | Dữ liệu khí hậu của Hachimori, Happō | Dữ liệu khí hậu của Hachimori, Happō | Dữ liệu khí hậu của Hachimori, Happō | Dữ liệu khí hậu của Hachimori, Happō | Dữ liệu khí hậu của Hachimori, Happō | Dữ liệu khí hậu của Hachimori, Happō | Dữ liệu khí hậu của Hachimori, Happō | Dữ liệu khí hậu của Hachimori, Happō |
| Tháng                                    | 1                                    | 2                                    | 3                                    | 4                                    | 5                                    | 6                                    | 7                                    | 8                                    | 9                                    | 10                                   | 11                                   | 12                                   | Năm                                  |
| ---------------------------------------- | ------------------------------------ | ------------------------------------ | ------------------------------------ | ------------------------------------ | ------------------------------------ | ------------------------------------ | ------------------------------------ | ------------------------------------ | ------------------------------------ | ------------------------------------ | ------------------------------------ | ------------------------------------ | ------------------------------------ |
| Cao kỉ lục °C (°F)                       | 14.1 (57.4)                          | 18.2 (64.8)                          | 19.1 (66.4)                          | 25.9 (78.6)                          | 28.0 (82.4)                          | 31.4 (88.5)                          | 35.2 (95.4)                          | 37.4 (99.3)                          | 36.0 (96.8)                          | 29.0 (84.2)                          | 21.8 (71.2)                          | 18.7 (65.7)                          | 37.4 (99.3)                          |
| Trung bình ngày tối đa °C (°F)           | 3.1 (37.6)                           | 3.6 (38.5)                           | 7.1 (44.8)                           | 12.9 (55.2)                          | 18.0 (64.4)                          | 22.0 (71.6)                          | 25.6 (78.1)                          | 27.6 (81.7)                          | 24.4 (75.9)                          | 18.4 (65.1)                          | 12.0 (53.6)                          | 6.0 (42.8)                           | 15.1 (59.1)                          |
| Trung bình ngày °C (°F)                  | 0.7 (33.3)                           | 0.9 (33.6)                           | 3.8 (38.8)                           | 9.0 (48.2)                           | 14.1 (57.4)                          | 18.3 (64.9)                          | 22.3 (72.1)                          | 23.9 (75.0)                          | 20.4 (68.7)                          | 14.5 (58.1)                          | 8.7 (47.7)                           | 3.2 (37.8)                           | 11.6 (53.0)                          |
| Tối thiểu trung bình ngày °C (°F)        | −1.9 (28.6)                          | −1.9 (28.6)                          | 0.5 (32.9)                           | 4.9 (40.8)                           | 10.2 (50.4)                          | 14.7 (58.5)                          | 19.3 (66.7)                          | 20.4 (68.7)                          | 16.4 (61.5)                          | 10.6 (51.1)                          | 5.2 (41.4)                           | 0.3 (32.5)                           | 8.2 (46.8)                           |
| Thấp kỉ lục °C (°F)                      | −8.3 (17.1)                          | −10.4 (13.3)                         | −7.7 (18.1)                          | −3.1 (26.4)                          | 1.1 (34.0)                           | 5.6 (42.1)                           | 11.5 (52.7)                          | 12.9 (55.2)                          | 7.7 (45.9)                           | 2.6 (36.7)                           | −3.5 (25.7)                          | −8.8 (16.2)                          | −10.4 (13.3)                         |
| Lượng Giáng thủy trung bình mm (inches)  | 91.2 (3.59)                          | 68.9 (2.71)                          | 83.2 (3.28)                          | 95.8 (3.77)                          | 119.8 (4.72)                         | 106.0 (4.17)                         | 172.2 (6.78)                         | 170.8 (6.72)                         | 155.2 (6.11)                         | 158.3 (6.23)                         | 152.7 (6.01)                         | 127.5 (5.02)                         | 1.501,6 (59.12)                      |
| Số ngày giáng thủy trung bình (≥ 1.0 mm) | 17.2                                 | 13.9                                 | 13.4                                 | 11.4                                 | 10.7                                 | 10.5                                 | 12.1                                 | 10.4                                 | 11.8                                 | 14.1                                 | 16.7                                 | 18.9                                 | 161.1                                |
| Số giờ nắng trung bình tháng             | 40.3                                 | 62.0                                 | 116.5                                | 164.3                                | 178.0                                | 175.2                                | 145.4                                | 174.5                                | 158.8                                | 135.4                                | 81.3                                 | 44.6                                 | 1.472,1                              |
| Nguồn: Cục Khí tượng Nhật Bản            |                                      |                                      |                                      |                                      |                                      |                                      |                                      |                                      |                                      |                                      |                                      |                                      |                                      |